# Paravane
 (décembre 2023).
Si vous disposez d'ouvrages ou d'articles de référence ou si vous connaissez des sites web de qualité traitant du thème abordé ici, merci de compléter l'article en donnant les références utiles à sa vérifiabilité et en les liant à la section « Notes et références ».

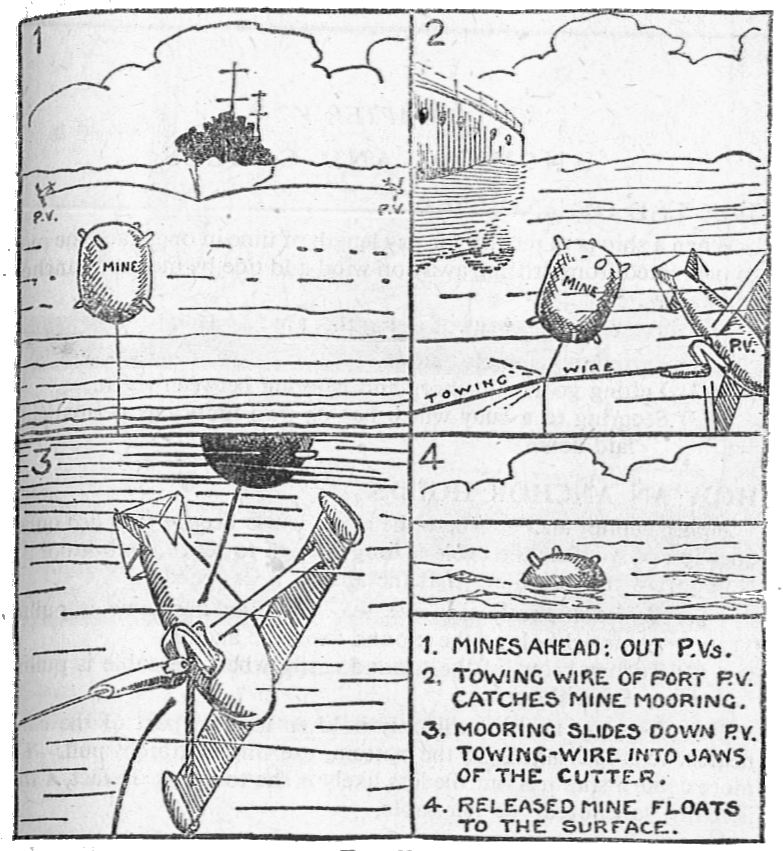
Un paravane en action.

Le paravane est un objet sous-marin ailé tiré par un câble – une sorte de cerf-volant aquatique.
Il peut servir à effectuer une action à distance du point de traction ou à générer une force au niveau du point de traction.
Voir aussi l'article Opération Paravane, raid aérien destiné à détruire le cuirassé allemand Tirpitz ancré dans le fjord d'Altafjord. Cette attaque eut lieu le 15 septembre 1944. Le Tirpitz fut endommagé par ce raid. 

## Conception et applications militaires

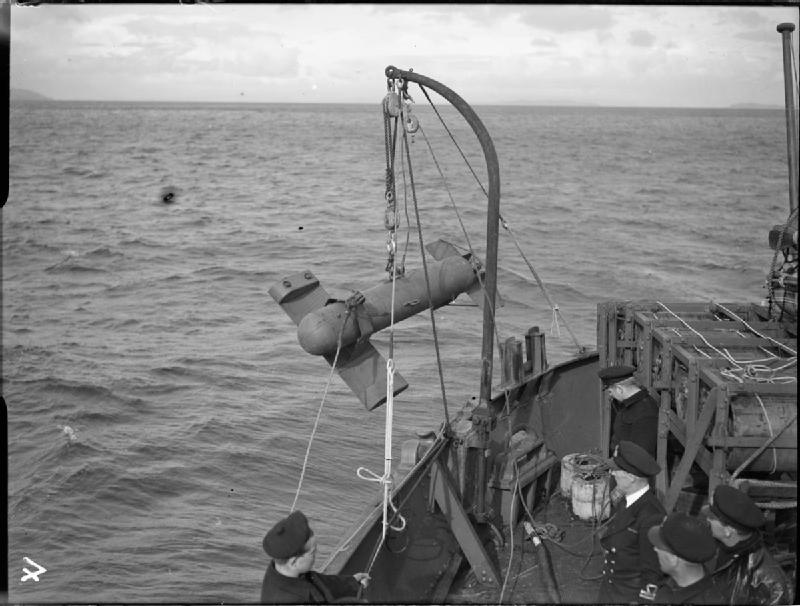
Paravane relevé.

Initialement développé pour détruire les mines sous-marines, le paravane prend la forme d'un « planeur » sous-marin remorqué "à la traîne" par  un navire. Le paravane force celui-ci à s'écarter du navire remorqueur tout en tendant le câble brin de drague. Ainsi le brin de drague du paravane accroche l'orin d'ancrage de la mine, le sectionne et permet à la mine de remonter à la surface où elle peut être détruite par le tir d'une mitrailleuse ou par le tir d'un canon de petit calibre. Si l'orin de la mine ne casse pas, la mine vient exploser sans danger contre le paravane. Le câble peut ensuite être récupéré pour remettre un autre paravane à l'eau.
Les développements ont été réalisés au Royaume-Uni au cours de la Première Guerre mondiale (entre 1914 et 1916) par le commandant Usborne et le lieutenant Burney de la Royal Navy et financés par Sir George White, fondateur de la manufacture Bristol Aeroplane Company.
Cette version est nommée paravane protecteur. D'autres versions sont également développées comme l'atteste le brevet déposé après la fin de la guerre :
- Le paravane déflecteur décale la mine sans chercher à la faire exploser.
- Le paravane dépresseur plonge plus profondément pour être sûr de ne pas manquer une mine.
- Le paravane explosif a été développé pour servir d'arme anti-sous-marine lors d'un balayage de zone à grande vitesse. Il est chargé de 36kg de TNT et est remorqué par un câble blindé et électrique. L'explosion de la charge est déclenchée automatiquement par le contact du sous-marin avec le câble ou le paravane mais peut aussi l'être manuellement depuis le navire porteur. Il peut être déployé et remorqué jusqu'à 25 nœuds et sa récupération est relativement facile.

Une version simplifiée était utilisée par la marine marchande sous le nom de « otter ».

## Applications non militaires

### Pêche commerciale
Il existe des paravanes en forme de tête de flèche, des paravanes à ailes flexibles et des paravanes à double aile ; ils sont utilisés dans les opérations de pêche au thon. Les dispositifs de pêche à la traîne qui sont des paravanes n'utilisent pas toujours cette désignation. En 1957, George Dahl a enseigné comment faire voler son dispositif sous l'eau pour placer l'appât à la profondeur souhaitée. Il souhaitait qu'un bateau puisse remorquer plusieurs de ces dispositifs en même temps sans qu'ils n'interfèrent les uns avec les autres ni avec les appâts. Ainsi, son dispositif pouvait être réglé pour différentes déviations, c'est-à-dire que les divers cerfs-volants aquatiques pouvaient être configurés pour évoluer dans l'eau à des positions spécifiées.

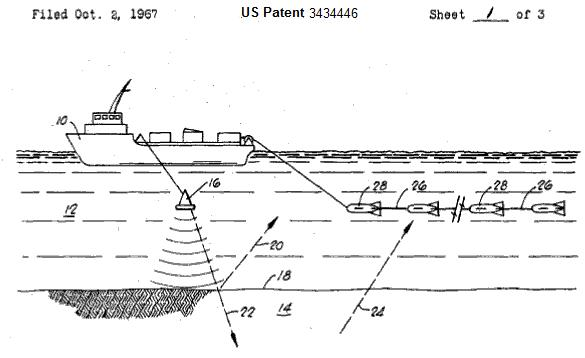
Le kite nautique... le paravaning dans l'industrie maritime.

Les paravanes aident à abaisser les câbles en cours de pose ainsi que d'autres charges utiles (instruments, collecte d'échantillons d'eau, collecte d'animaux marins).

### Pêche sportive

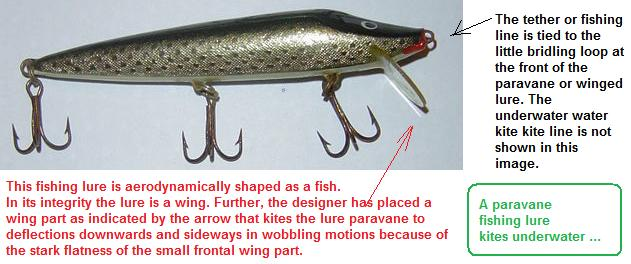
Cerf-volant aquatique pour leurre de poisson, un paravane.
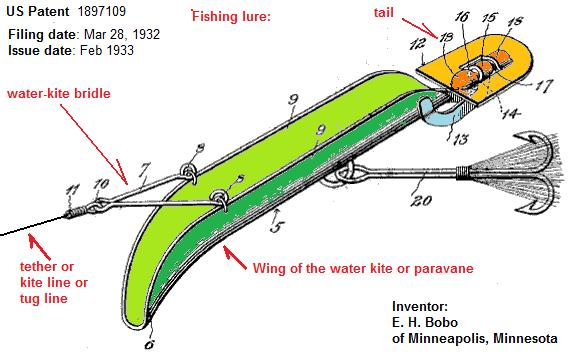
Le leurre de pêche paravane kite aquatique a une queue qui est réglée pour contrôler le mouvement du corps de l'aile du leurre.
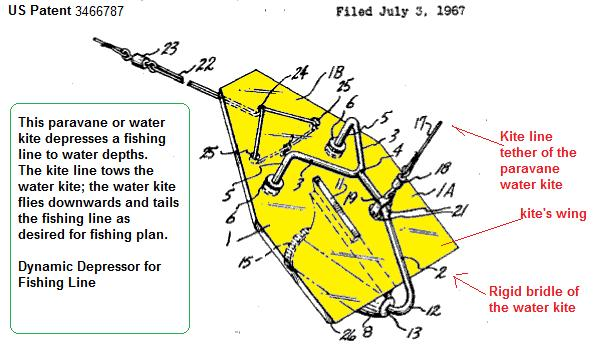
Le cerf-volant sous-marin est équipé d'une queue qui sert de ligne de pêche cible ; l'aile du cerf-volant enfonce la ligne de pêche à la profondeur souhaitée. Ce paravane est utilisé dans la pêche sportive.

En 1905, Martin Flegle de Minneapolis, Minnesota, a inventé un cerf-volant aquatique plus léger que l'eau, qui pouvait être utilisé depuis des bateaux ou depuis le rivage pour la pêche à la traîne. Le paravane (cerf-volant aquatique) flottait à la surface de l'eau, mais son ailette était immergée. Le dispositif se déplaçait de manière oblique par rapport à l'effort de remorquage. Son fonctionnement permettait un changement complet de direction.
Les paravanes transportent les appâts à des profondeurs spécifiques. Certains leurres de pêche sont eux-mêmes des paravanes.

### Sports
La vitesse à la voile a stimulé l'utilisation des cerfs-volants aquatiques (paravanes), notamment dans le cadre du voilier des airs. Luc Armant a développé un cerf-volant aérien couplé dynamiquement à un cerf-volant aquatique qu'il a également conçu : L'aile d'eau. L'aile d'eau (un bateau sans mât est un cerf-volant aquatique ou paravane). Il a réussi à créer un système à double cerf-volant, avec un cerf-volant aérien et un cerf-plongeant. Le cerf-volant aérien tracte le cerf-plongeant sous-marin aquatique, illustrant ainsi l’essor ou la navigation dynamique utilisant deux médias : l'air et l'eau.
Les premiers travaux sur le couplage des cerfs-volants aquatiques ont été réalisés par J.C. Hagedoorn, professeur de géophysique à l’Université de Delft. Son système couplait des parafoils avec des cerfs-volants aquatiques qu’il appelait « hapas » et capable de suivre passivement et de manière automatique sans partie mobile.
Un problème majeur était lié à la traînée des câbles dans l'eau. Didier Costes a résolu ce problème grâce au Chien-de-mer sur lequel un bras rigide aérien permet de supprimer les parties de câble immergées.
Plus tard, d’autres expérimentateurs ont également utilisé la terminologie « Chien-de-mer ». De nombreux expérimentateurs ont réalisé des preuves de concept (modèles réduits ou avec un kitesurfer) constituant un système de navigation fondamentalement simple : un cerf-volant dans l'air connecté à un cerf-volant dans l’eau.
Le projet Swedish Speed Sailing Challenge a exploré l'utilisation d'un paravane pour obtenir un mât-voile sans moment de gîte.

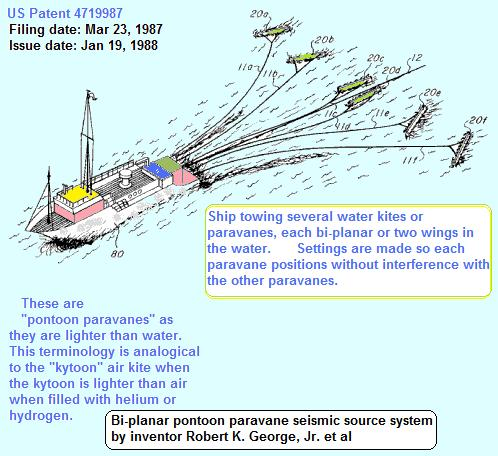
Paravane ponton (analogie avec le cerf-volant aérien Kytoon) utilisé dans les études de réseaux sismiques.

### Exploration sous-marine
Les paravanes remorqués avec transport humain à bord sont utilisés pour transporter les explorateurs, les plongeurs sous-marins et les pêcheurs sous-marins.
Les paravanes sont utilisés pour l'échantillonnage de la chimie de l'eau ; le paravane contrôlé à des profondeurs spécifiques permet aux scientifiques de cartographier les qualités de l'eau dans les océans et les lacs du monde.
Un ensemble d'ailes de paravanes est disposé de manière que chaque aile aquatique se positionne de manière à ne pas gêner les autres. L’une des utilisations possibles a été de transporter des instruments sismiques.